# Калныньш, Алдонис
Алдонис Ка́лныньш (латыш. Aldonis Kalniņš; род. 1928) — латвийский композитор и педагог. Заслуженный деятель искусств Латвийской ССР (1972).

## Биография
Учился композиции в Латвийской консерватории (с 1965 года — её преподаватель). В 1959—1990 — музыкальный редактор издательства «Лиесма» (латыш. Liesma). Один из видных представителей латышской хоровой музыки. Калныньшу принадлежат записи и обработки народных песен.

## Сочинения
- 1959 — симфоническая сюита «Рассказы серого камня»
- 1965 — кантата «Родина»
- 1970 — вокальный цикл «Обрядовые песни»
- 1972 — оратория «Старинные солдатские песни»
- 1973 — вокальный цикл «Пастушеские песни»
- 1975 — вокально-симфоническая поэма «С песней и кровью»
- 1982 — оратория «Идущая через века»
- 20 детских песен для голоса и фортепиано

## Награды
- Заслуженный деятель искусств Латвийской ССР (1972).
- Государственная премия Латвийской ССР (1972)
- орден Трёх звёзд V степени (2002)